# David von Bassewitz
David von Bassewitz (* 1557; † 6. Februar 1624 in Dalwitz) war fürstlich mecklenburgischer Rat und Hofmeister.

## Familie
Er entstammte der alten mecklenburgischen Familie von Bassewitz und folgte der seit Generationen bestehenden Tradition politischen Engagements. Sein Urgroßvater Henneke von Bassewitz, sein Großvater Vicke von Bassewitz, sein Vater Lütke von Bassewitz waren ebenso wie sein älterer Bruder Cuno Wulfrath mecklenburgische Landräte. Seine Mutter, Anna von Quitzow, war Tochter des Landrates und Hauptmannes von Neustadt, Lütke von Quitzow. Verheiratet war er mit Elisabeth von Schwerin.

## Leben
Von seinen Eltern in „adeligen Tugenden“ und „Gottesfurcht“ erzogen, wurde er an die Domschule Güstrow unter dem Direktor Magister Franciscus Omichius geschickt. Hier wohnte er bei dem Superintendenten Conrad Becker. Nach dem Tod seines Vaters 1576 wurde er – noch unmündig – nicht zum Lehnseid zugelassen und musste von seinem Bruder Cuno Wulfrath vertreten werden. Ab April 1577 besuchte er die Universität in Rostock. 1592 geriet er mit der gesamten Bauernschaft Prebberedes in Streit über zu leistende Dienste und Fuhren, was zu einer Auseinandersetzung bis zum Reichskammergericht in Speyer führte.
Auf ihn aufmerksam geworden, schickte ihn Herzog Ulrich von Mecklenburg-Güstrow zunächst nach Kopenhagen zu den Krönungsfeierlichkeiten seines Enkels Christians IV. nach Dänemark, dann nach Dresden zur Hochzeit ("Beilager") des Kurfürsten Christian II. von Sachsen, der Ulrichs Enkelin Hedwig heiratete, und übertrug ihm weitere Gesandtenaufgaben. Nachdem er sich hier bewährt hatte, wurde er zum Herzoglich mecklenburg-güstrowschen Rat berufen. Er behielt diese Regierungsaufgabe über vier Jahre bis zum Tod des Herzogs 1603. Danach wurde er von der Witwe des Herzogs, Herzogin Anna (1554–1626), zu deren Rat und Hofmeister sowie zum Hauptmann von Grabow bestellt. Später wählte ihn die „gemeine Landschaft“ unter Bewilligung der landesfürstlichen Obrigkeit zum Provisor des Damenstifts Klosters Ribnitz. Er besaß die Güter Dalwitz, Prebberede und Wohrenstorf und war seit 1622 als Vormund seiner Neffen Verwalter der Güter Lühburg und Maslow. Die letzten Lebensjahre verbrachte er aufgrund zunehmenden körperlichen Verfalls in Dalwitz.
Er wird als in besonderem Maße gottesfürchtiger Mann beschrieben, was sich in Donationen, Stipendien für Theologiestudenten und dem Umstand äußerte, dass er in Dalwitz eine Zeitlang einen eigenen Pastor (Joachim Duncker) beschäftigte und beherbergte. Sein Name und Wappen befand sich im Rittersaal in Rehna. Er starb kinderlos. Sein Renaissanceepitaph befindet sich in der Dorfkirche Polchow. Auf diesem knien er und seine Frau Elisabeth von Schwerin als Stifterfiguren links und rechts vom beherrschenden Kreuzigungsrelief, welches von Ahnenwappen umgeben ist.